# La chilenera / Oro blanco y oro negro
La chilenera / Oro blanco y oro negro es el primer sencillo de la agrupación chilena Trío Lonqui, lanzado en 1969 bajo el sello Jota Jota y perteneciente a su álbum debut, Trío Lonqui, lanzado el año siguiente bajo el sello DICAP, continuación de Jota Jota.
El lado A, «La chilenera», fue el ganador del Primer Festival de la Nueva Canción Chilena, junto con la canción «Plegaria a un labrador», del cantautor Víctor Jara.

## Lista de canciones
Toda la música compuesta por Richard Rojas. 
| Lado A |                |          |  |
| N.º    | Título         | Duración |  |
| 1.     | «La chilenera» |          |  |

| Lado B |                          |          |  |
| N.º    | Título                   | Duración |  |
| 2.     | «Oro blanco y oro negro» |          |  |